# Pio Campa
Pio Campa (Firenze, 1881 – Buccinasco, 1964) è stato un attore e impresario teatrale italiano.

## Biografia
Fratello del letterato e traduttore della lingua russa Odoardo Campa, condivide con il fratello l'amore per il teatro ed inizia a recitare sin da giovane. Nel 1907 e fino al 1908 è con Irma Gramatica e Flavio Andò poi, nel 1909 entra nella compagnia di Ruggero Ruggeri con il quale resterà sino al 1917.
La svolta importante per la sua carriera di attore teatrale avviene nel 1919, anno in cui assieme ad Uberto Palmarini costituisce una propria compagnia alla quale si unirà, da lì a poco, la moglie di Campa: Wanda Capodaglio. La Palmarini-Campa-Capodaglio allestisce inizialmente alcune rappresentazioni commerciali - Nido altrui di Jacinto Benavente e Lorenzino di Giovacchino Forzano nel 1921 - ma è nel 1922 che la compagnia si distingue portando in Italia per la prima volta il 3 maggio 1922 al Teatro Niccolini di Firenze, con il titolo Zio Giovanni, un lavoro di Anton Čechov: Zio Vanja. Il prezioso lavoro del fratello Odoardo, che ne aveva tradotto il testo, risulterà fondamentale per Pio che assieme alla moglie e a Palmarini rappresenterà per diversi anni diversi drammi di Cechov ma anche alcuni testi coraggiosi come Gli interessi creativi - ancora di Benavente - oltre a I falliti e Il tempo è un sogno di Henry-René Lenormand.
Successivamente Pio Campa assume, per conto di diverse compagnie, anche il ruolo di direttore amministrativo ed impresario teatrale pur continuando a recitare. Esordì anche nel cinema nel 1932 nella pellicola diretta da Guido Brignone Paradiso per continuare, sino alla metà degli anni cinquanta, ad interpretare film in ruoli marginali e di carattere.
Era lo zio dell'attrice Miranda Campa.
Divenne anche direttore dell'Accademia di Santa Cecilia.

## Filmografia parziale
- Paradiso, regia di Guido Brignone (1932)
- La fanciulla dell'altro mondo, regia di Gennaro Righelli (1934)
- Fiordalisi d'oro, regia di Giovacchino Forzano (1935)
- Ma non è una cosa seria, regia di Mario Camerini (1936)
- Non ti conosco più, regia di Nunzio Malasomma (1936)
- I promessi sposi, regia di Mario Camerini (1941)
- Gelosia, regia di Ferdinando Maria Poggioli (1942)
- Harlem, regia di Carmine Gallone (1943)
- La fornarina di Enrico Guazzoni (1944)
- L'isola di Montecristo, regia di Mario Sequi (1948)
- Una lettera all'alba, regia di Giorgio Bianchi (1948)
- La tua donna, regia di Giovanni Paolucci (1954)

## Teatro
- La luna è tramontata di John Steinbeck, Regia: Vito Pandolfi, Scene: Fulvio Jacchia, con: Annibale Betrone, Mario Gallina, Attilio Ortolani, Luigi Gatti, Ruggero Ruggeri, Giovanna Scotto, Giulio Galliani, Luigi Cimara, Luigi Almirante, Wanda Capodaglio, Renato Barbon, Pio Campa, Arnoldo Foà, Guido Morissi, Carlo Lombardi, Flavio Della Noce, Anna Proclemer, Dario Dolci, Manlio Guardabassi, Roma, Teatro Quirino, (15 febbraio 1945)